# آرثر باريت
آرثر باريت (بالإنجليزية: Arthur Barrett)‏ (21 ديسمبر 1927 بليفربول في المملكة المتحدة - 10 يناير 2011) هو لاعب كرة قدم بريطاني في مركزي الدفاع وقلب الدفاع. لعب مع نادي ترانمير روفرز لكرة القدم.